# Gara de Nord (metrostation)
Gara de Nord is een metrostation in Boekarest, dat bediend wordt door de lijnen M1 en M4 (eindpunt). Het station werd op 25 december 1987 geopend voor lijn 1; lijn 4 doet Gara de Nord sinds 1 maart 2000 aan. Het metrostation ligt onder Gara de Nord, het belangrijkste treinstation van Roemenië. Gara de Nord bestaat eigenlijk uit twee metrostations: Gara de Nord 1 en Gara de Nord 2, die op enige afstand van elkaar liggen. Tussen Gara de Nord en Basarab lopen de twee metrolijnen parallel. De dichtstbijzijnde stations zijn Basarab en Piața Victoriei.
Van Dristor 2 tot Pantelimon:
Dristor 2 · Piața Muncii · Iancului · Obor · Ştefan cel Mare · Piața Victoriei · Gara de Nord 1 · Basarab · Crângaşi · Semănătoarea · Grozăveşti · Eroilor · Izvor · Piaţa Unirii · Timpuri Noi · Mihai Bravu · Dristor 1 · Nicolae Grigorescu · Titan · Costin Georgian · Republica · Pantelimon
Gara de Nord · Basarab · Grivița · 1 Mai · Jiului · Parc Bazilescu · Laminorului · Străulești